# ハナノイロ
「ハナノイロ」は、nano.RIPEの3枚目のシングル。2011年4月20日にLantisから発売された。

## 概要
2011年4月20日、Lantisから発売された。表題曲「ハナノイロ」はテレビアニメ『花咲くいろは』のオープニングテーマに起用された。なお本作のPVは番場秀一が手掛けている。
オリコンチャートでは、2011年5月2日付のCDシングル週間ランキングで初登場15位を記録し、自身初となるトップ20入りを果たした。

## 収録曲
1. ハナノイロ [4:04]
作詞・作曲：きみコ、編曲：nano.RIPE
  - テレビアニメ『花咲くいろは』前期オープニングテーマ。

主人公の松前緒花をイメージして作られた曲[8]。タイトルの「ハナノイロ」は、『花咲くいろは』のイメージ映像に登場する「めげそうで、しょげそうで、泣きそうでも、咲きそうだから」という言葉からイメージを膨らませて命名された[9]。
2. バーチャルボーイ [1:57]
作詞・作曲：きみコ、編曲：nano.RIPE
バーチャルな世界に生きる男子を主人公に、現実と理想のギャップで悩む葛藤を表現した曲[9]。きみコは「おもちゃ箱をひっくり返した感じ[9]」にしたかったと発言している。
3. 花残り月 [3:46]
作詞：きみコ、作曲：佐々木淳、編曲：nano.RIPE
ササキジュンが作曲を手がけた曲で、曲調はきみコ曰く「切ないけど、優しさや心地よさがある[9]」。

## 収録アルバム
| 曲名       | 収録アルバム         | 発売日         | 備考                  |
| ---------- | -------------------- | -------------- | --------------------- |
| ハナノイロ | 『星の夜の脈の音の』 | 2011年10月19日 | 1stオリジナルアルバム |